# Цвенгауэр, Антон
Антон Цвенгауэр (нем. Anton Zwengauer; 11 октября 1810, Мюнхен — 13 июня 1884, Мюнхен) — немецкий живописец периода бидермейера.

## Биография

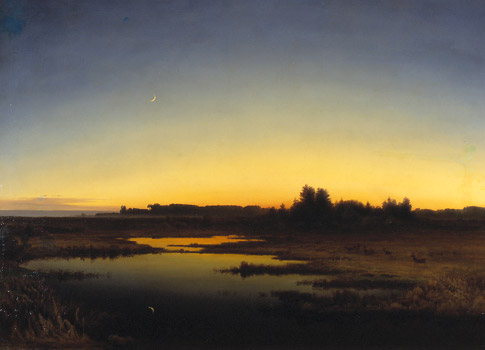
«Закат солнца»

Антон Цвенгауэр изучал живопись в Мюнхенской академии изобразительных искусств под руководством Петера фон Корнелиуса. Благодаря совету своего учителя Цвенгауэр обращается к пейзажу, и в этой области вскоре опережает Корнелиуса. В возрасте 17 лет молодой художник начинает совершать путешествия по баварским и австрийским Альпам, и привозит оттуда многочисленные эскизы и акварели. Признание приходит к Цвенгауэру с картиной Sonnenuntergang im Dachauer Moos (Солнечный закат в Дахауэр-Моос), так как местность эта в Мюнхене была хорошо знакома и часто посещаема. «Закаты солнца» художника вскоре стали столь привычны, что в культурной мюнхенской среде подобные картины стали называть «цвенгауэры».
В 1835 году король Баварии Максимилиан II Йозеф приглашает А.Цвенгауэра на должность директора картинной галереи дворца Шлайсхайм, а в 1869 назначает его на ту же должность при Королевской картинной галереи, позднее получившей название Старая пинакотека.
В выборе сюжетов для своих картин художник постоянно пытался изобразить и передать внутреннюю силу и покой природы, дать почувствовать почти праздничное её настроение. Часто писал закаты, при этом Цвенгауэр достаточно простыми средствами умел достигать впечатляющие световые и цветовые эффекты.
Антон Цвенгауэр умер в Мюнхене и был похоронен на Старом южном кладбище.
Сын художника Антон Георг Цвенгауэр также стал живописцем-пейзажистом.

## Полотна (избранное)
- Ночной ужин на горе (1841)
- Осенный вечер в оленем у воды
- Бенедиктенванд в вечернем свете
- Четыре времени года